# Davis Trietsch

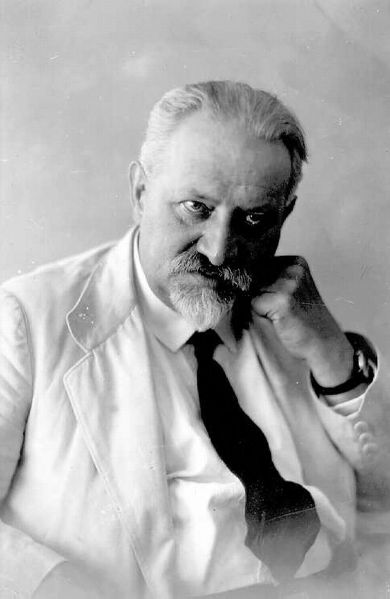
Davis Trietsch in Tel Aviv, um 1934

Berlin 1902: Gründungsmitglieder des Jüdischen Verlags. V. l. n. r.: (stehend) E. M. Lilien, Chaim Weizmann, Davis Trietsch, (sitzend) Berthold Feiwel und Martin Buber.

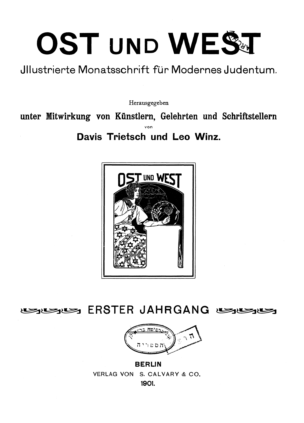
Mitherausgeber (1901)

Davis Trietsch (* 4. Januar 1870 in Dresden; † 31. Januar 1935 in Tel Aviv) war ein deutscher Schriftsteller und zionistischer Wirtschaftspolitiker, Mitgründer bzw. Mitherausgeber von Ost und West (Berlin 1901–1923, gegründet von Leo Winz; im Sinn des programmatischen Titels der Zeitschrift sollten vor allem den assimilierten Juden des Westens die Kulturleistungen der Juden in Osteuropa vermittelt werden), der oppositionell-zionistischen Birnbaum-Zeitschrift Der Weg (1903) sowie der Zeitschrift Palästina (erschien von 1902 bis 1938 in Berlin, dann in München, dann in Wien).

## Leben
Trietsch lebte nach längeren Reisen durch Europa von 1893 bis 1899 in New York City, wo er das jüdische Wanderungsproblem studierte, zu dessen Lösung er bereits 1895, also lange bevor Herzl den politischen Zionismus ins Leben rief, die Kolonisation in Britisch-Zypern vorschlug. Spätestens seit Juni 1898 überlegte auch Herzl – weil die armen Massen sofortige Hilfe brauchen –, der zionistischen Bewegung ein näheres territoriales Ziel zu geben, unter Beibehaltung Zions als Endziel; dabei dachte er an Cypern, Südafrika oder Amerika.
Nachdem Davis Trietsch sich der zionistischen Bewegung angeschlossen und am ersten Zionistenkongress teilgenommen hatte (er war einer der insgesamt vier Teilnehmer aus Amerika, neben Rosa Sonnenschein, Adam Rosenberg und Rabbiner Schepsel Schaffer aus Baltimore, der der einzige amerikanische Delegierte war; die übrigen waren bloße Teilnehmer), stellte er sich als praktischer Zionist und Anhänger der sofortigen Kolonisation gegen Herzl und rief zu einem Kolonisationsprogramm für Gross-Palästina auf, das über Palästina hinaus auch die beiden damals englischen Nachbarländer Zypern und El-Arisch einschloss, und das er jahrzehntelang in Büchern, Aufsätzen und Reden propagierte. Er selbst bezeichnete dies als zionistischen Maximalismus. Trietsch ließ Herzl schon im Dezember 1897 ein diesbezügliches Memorandum zukommen. In seiner Antwort vom 29. Dezember 1897 hatte Herzl den Vorschlag interessant genannt, hielt es aber momentan nicht für opportun davon zu sprechen. Ende 1899 findet Herzl erneut die Trietsch'schen Aktivitäten und die Idee sehr vernünftig, kann sich aber nicht öffentlich dafür erklären.
Später lebte Davis Trietsch in Berlin. Dort war er auch 1902 Mitbegründer des Jüdischen Verlages. Seine schriftstellerische und publizistische Tätigkeit umfasste auch die Herausgabe von Karten und Diagrammen zur Entwicklung des jüdischen Lebens in aller Welt. Im Jahr 1932 wanderte er nach Palästina aus.

## Weitere Werke/Publizistik (Auswahl)
- Palästina-Handbuch, Berlin: Orient Verlag, 1907 (5. Aufl. 1922) Online-Ausgabe der 2. Auflage von 1910. Frankfurt am Main : Univ.-Bibliothek, 2012. Umfang 313 S. urn:nbn:de:hebis:30:1-172962 3. Auflage 1912 mit 340 S.: urn:nbn:de:hebis:30:1-172274
- Bilder aus Palästina, Berlin 1912
- Levante-Handbuch, 3. Aufl. Berlin 1914
- Die Juden der Türkei, Leipzig : Veit, 1915. 30 Seiten. Online-Ausgabe Frankfurt am Main : Univ.-Bibliothek, 2012. URN urn:nbn:de:hebis:30:1-179847
- Volk und Land (Zeitschrift, 1919)
- Palästina und die Juden. Tatsachen und Ziffern, Berlin 1919
- Jüdische Emigration und Kolonisation, 2. Aufl. Berlin 1923
- Atlas der jüdischen Welt, Berlin 1926
- Palästina-Wirtschaftsatlas, 2. Aufl. Berlin 1926
- Der Wiedereintritt der Juden in die Weltgeschichte, Mährisch-Ostrau 1926
- Die Fassungskraft Palästinas, 2. Aufl. Berlin 1930